# Campeonato Asiático de Atletismo de 2017 - 110 m com barreiras masculino
A prova dos 110 metros com barreiras masculino do Campeonato Asiático de Atletismo de 2017 foi disputada no dia 8 de julho de 2017 no Kalinga Stadium em Bhubaneswar, na Índia. 

## Recordes
Antes desta competição, os recordes mundiais e do campeonato nesta prova eram os seguintes:
|                       | Nome          | Nacionalidade  | Tempo  | Local    | Data                  |
| --------------------- | ------------- | -------------- | ------ | -------- | --------------------- |
| Recorde mundial       | Aries Merritt | Estados Unidos | 12s 80 | Bruxelas | 7 de setembro de 2012 |
| Recorde do campeonato | Liu Xiang     | China          | 13s 22 | Kobe     | 10 de julho de 2011   |
| Recorde asiático      | Liu Xiang     | China          | 12s 88 | Lausana  | 11 de julho de 2006   |

## Medalhistas
| Ouro                       | Prata                         | Bronze                         |
| Abdulaziz Al-Mandeel (KUW) | Yaqoub Mohamed Al-Youha (KUW) | Ahmed Khader Al-Muwallad (KSA) |

## Resultados

### Bateria
Qualificação: 2 atletas de cada bateria  (Q) mais os 2 melhores qualificados (q). 
| Posição | Bateria | Atleta                   | Nacionalidade  | Tempo | Notas |
| ------- | ------- | ------------------------ | -------------- | ----- | ----- |
| 1       | 2       | Yaqoub Mohamed Al-Youha  | Kuwait         | 13.60 | Q     |
| 2       | 1       | Abdulaziz Al-Mandeel     | Kuwait         | 13.65 | Q     |
| 3       | 3       | Ahmed Khader Al-Muwallad | Arábia Saudita | 13.69 | Q     |
| 4       | 2       | Shunya Takayama          | Japão          | 13.70 | Q     |
| 5       | 2       | Siddhant Thingalaya      | Índia          | 13.72 | q     |
| 6       | 1       | Chen Kuei-ru             | Taipé Chinesa  | 13.76 | Q     |
| 7       | 3       | Wataru Yazawa            | Japão          | 13.83 | Q     |
| 8       | 3       | Yang Wei-ting            | Taipé Chinesa  | 13.86 | q     |
| 9       | 1       | Jiang Fan                | China          | 13.97 |       |
| 10      | 3       | Milad Sayar              | Irão           | 14.02 |       |
| 11      | 1       | Rayzam Shah Wan Sofian   | Malásia        | 14.03 |       |
| 12      | 2       | Kim Byung-jun            | Coreia do Sul  | 14.07 |       |
| 13      | 1       | Rio Maholtra             | Indonésia      | 14.08 |       |
| 14      | 3       | Cheung Wang Fung         | Hong Kong      | 14.13 |       |
| 15      | 2       | Mohammed Sad             | Iraque         | 14.18 |       |
| 16      | 1       | Mahdi Abdullah Al-Othman | Arábia Saudita | 14.22 |       |
| 17      | 3       | Prem Kumar               | Índia          | 14.39 |       |
| 18      | 1       | Vyacheslav Zems          | Cazaquistão    | 14.42 |       |
| 19      | 1       | Chan Chung Wang          | Hong Kong      | 14.45 |       |
| 20      | 2       | Ahmad Hazer              | Líbano         | 14.65 |       |
| 21      | 2       | Lai Ho Tat Costa         | Macau          | 14.90 |       |
| 22      | 3       | Md Khan                  | Bangladesh     | 15.41 |       |
| 23      | 1       | Htet Zwe                 | Myanmar        | 15.72 |       |
| 24      | 2       | Patrick Ma Unso          | Filipinas      | DNS   |       |
| 24      | 3       | Moath Yousef Marei       | Jordânia       | 'DNS  |       |

### Final

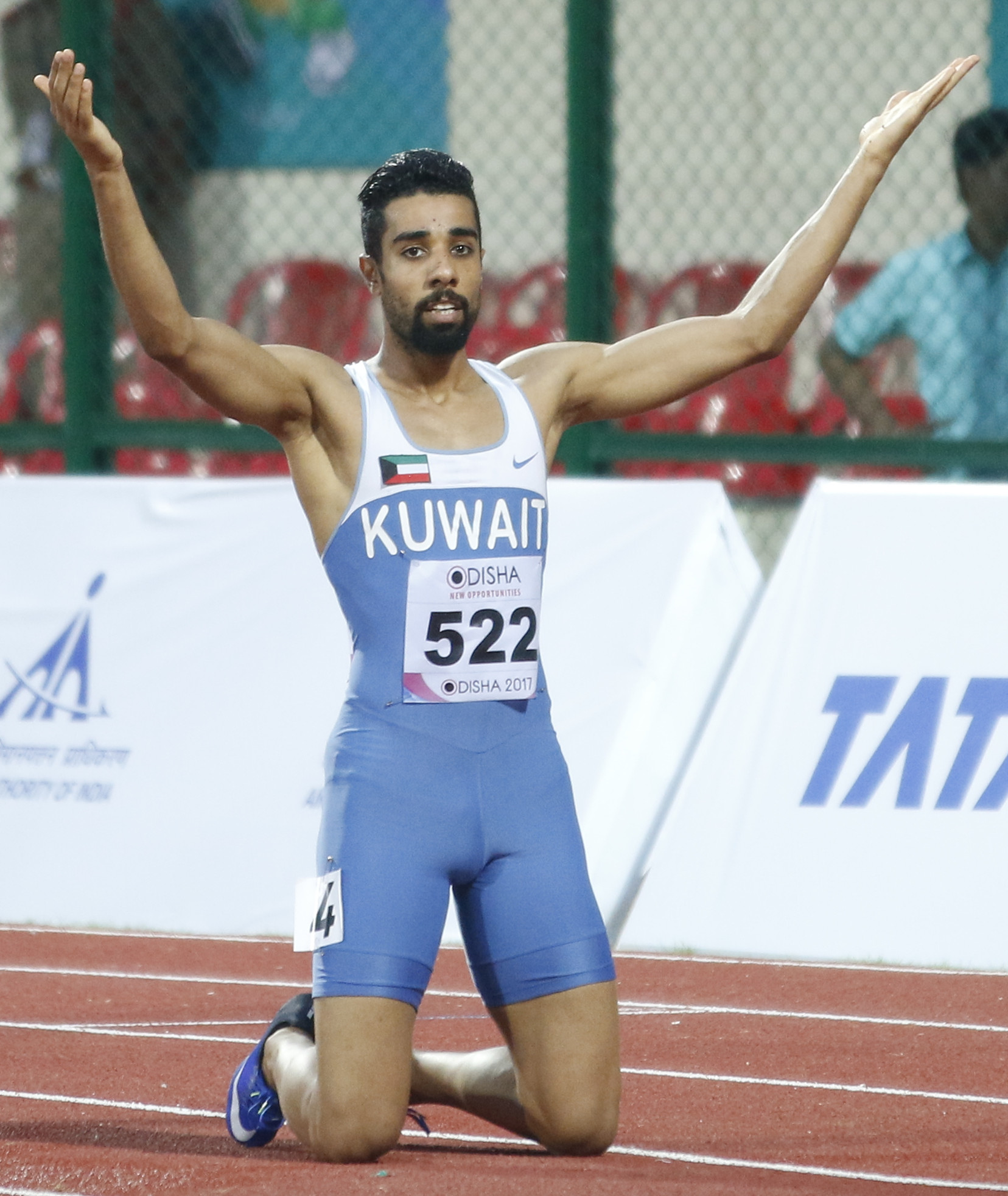
O vencedor da medalha de ouro, Abdulaziz Al-Mandeel

| Posição           | Raia | Atleta                   | Nacionalidade  | Resultados | Notas |
| ----------------- | ---- | ------------------------ | -------------- | ---------- | ----- |
| Medalha de ouro   | 4    | Abdulaziz Al-Mandeel     | Kuwait         | 13.50      |       |
| Medalha de prata  | 3    | Yaqoub Mohamed Al-Youha  | Kuwait         | 13.59      |       |
| Medalha de bronze | 5    | Ahmed Khader Al-Muwallad | Arábia Saudita | 13.61      |       |
| 4                 | 6    | Shunya Takayama          | Japão          | 13.65      |       |
| 5                 | 2    | Siddhant Thingalaya      | Índia          | 13.72      |       |
| 6                 | 7    | Chen Kuei-ru             | Taipé Chinesa  | 13.82      |       |
| 7                 | 1    | Yang Wei-ting            | Taipé Chinesa  | 13.83      |       |
| 8                 | 8    | Wataru Yazawa            | Japão          | 14.07      |       |

Legenda
| Recorde mundial       | Recorde mundial (World record)               |                       | Recorde africano                      | Recorde africano (African) |                                           | Q | Classificado por posição (Qualified) |
| Recorde do campeonato | Recorde do campeonato (Championship record)  | Recorde da América    | Recorde da América (Americas)         | q                          | Classificado por melhor tempo (Qualified) |   |                                      |
| Melhor marca do ano   | Melhor marca do ano (World leading)          | Recorde asiático      | Recorde asiático (Asian)              | DNS                        | Não largou (Did not start)                |   |                                      |
| Recorde nacional      | Recorde nacional (National record)           | Recorde europeu       | Recorde europeu (European)            | DNF                        | Não terminou (Did not finish)             |   |                                      |
| Recorde pessoal       | Recorde pessoal do atleta (Personal best)    | Recorde da Oceania    | Recorde da Oceania (Oceania)          | DSQ / DQ                   | Desclassificado (Disqualified)            |   |                                      |
| Recorde da temporada  | Recorde da temporada do atleta (Season best) | Recorde sul-americano | Recorde sul-americano (South America) | NM                         | Sem marca (No mark)                       |   |                                      |